# Giorgio Laneve
Giorgio Laneve (Milano, 1946) è un cantautore italiano.

## Biografia
Laureato in ingegneria elettronica con la passione per la musica, inizia ad esibirsi nei locali della sua città, fino ad ottenere un contratto con la Philips che, nel 1970, lo fa partecipare a Un disco per l'estate 1970 con la canzone Amore dove sei?, che ottiene un discreto successo e che resta il suo brano più noto.
Nello stesso anno viene pubblicato il suo primo album, promosso con una serie di concerti come spalla a Georges Moustaki, seguito l'anno successivo da Amore e leggenda (che contiene anche una poesia del Poliziano messa in musica): in questi suoi primi dischi Laneve mette in evidenza uno stile vicino a cantautori francesi come Jacques Brel e Georges Brassens e a suoi colleghi italiani come Luigi Tenco e Fabrizio De André.
Le due canzoni pubblicate sul secondo 45 giri, La leggenda del mare d'argento/Riapri gli occhi, poi, ottengono molti elogi da parte della critica specializzata, che le definisce "due autentiche poesie musicate ed interpretate con grazia e professionismo".
Passa poi alla Decca ed incide Un poco abitudine..., che tra le altre contiene le canzoni Bella marchesa cover di Marquise di Brassens, e Signora, cover di una canzone di Barbara.
Nel 1974 partecipa alla prima edizione del Club Tenco, e traduce per Ornella Vanoni (che la include nel suo album La voglia di sognare) la canzone Le mal de vivre, anche questa di Barbara.
Incide poi un LP di canzoni per bambini, Viva fantasia, e cambia nuovamente casa discografica passando alla Divergo di Mario De Luigi, per cui pubblica Accenti, disco che passa inosservato.
Dopo un ultimo 45 giri nel 1980 contenente la sigla di un programma tv per bambini, L'ispettore Nasy, si ritira dall'attività.
Dopo tantissimi anni Giorgio Laneve ritorna sul palcoscenico il 16 ottobre 2015 in occasione della 4ª "Rassegna Storica e Nuova Canzone d'Autore" realizzata a Ferrara dall'associazione culturale musicale "Aspettando Godot"; inizia poi le registrazioni del nuovo disco, e nell'estate 2016 pubblica l'album La mia più bella storia d'amore sei tu, ricalcando fedelmente i temi dei suoi vecchi dischi, con sue canzoni e brani della grande canzone d'autore francese tradotti e riproposti.

## Discografia

### 33 giri
- 1970: Giorgio Laneve (Philips, 6323 001)
- 1971: Amore e leggenda (Philips, 6323 008)
- 1973: Un poco abitudine... (Decca, SKLI 5001)
- 1975: Viva fantasia (Decca, MS 104)
- 1977: Accenti (Divergo, 5335 511)

### CD
- 2016: La mia più bella storia d'amore sei tu (Universal, 4763411)

### 45 giri
- 1970: Amore dove sei?/Sono un vagabondo (Philips, 6025 007)
- 1971: La leggenda del mare d'argento/Riapri gli occhi, poi... (Philips, 6025 030)
- 1973: Può bastare una canzone?/Viva fantasia (Decca, C 17023)
- 1980: L'ispettore Nasy/I tre casi di Nasy (RCA, BB 6489)